# Asesinato de Christopher Barrios Jr.
Christopher Michael Barrios Jr. (2 de enero de 2001-8 de marzo de 2007) fue un niño estadounidense de 6 años que fue violado y asesinado en Brunswick, Estados Unidos, el 8 de marzo de 2007. Su cuerpo fue descubierto el 15 de marzo a pocos kilómetros de donde desapareció.

## Arresto
George, David y Peggy Edenfield fueron acusados del secuestro y asesinato de Christopher. Una cuarta persona, Donald Dale, quien originalmente fue acusado de alterar las pruebas y ocultar el cuerpo, se declaró culpable de un cargo menor de mentir a la policía. El juez del Tribunal Superior, Stephen Scarlett, aceptó la declaración de culpabilidad y trasladó a Dale a un centro de salud mental y lo desterró del condado de Glynn. Peggy Edenfield testificó en el caso contra su esposo David y también aceptó testificar contra su hijo George durante su juicio. A cambio de su testimonio, Peggy no se enfrentaría a la pena de muerte.

## Juicio de asesinato
El juicio de David Homber Edenfield (nació el 18 de junio de 1948) comenzó el 29 de septiembre de 2009 y terminó el 5 de octubre de 2009. La fiscalía se basó en gran medida en la confesión grabada en video de Edenfield y en el testimonio de su esposa. El Dr. Jamie Downs, el médico forense que realizó la autopsia de Christopher, también declaró sobre la magnitud del traumatismo encontrado en el cuerpo y también sobre la forma de muerte, lo que corroboró la confesión grabada de Edenfield. Los alegatos finales comenzaron el quinto día y el jurado fue enviado a deliberar esa tarde. El 5 de octubre, con solo dos horas de deliberación, el jurado volvió con un veredicto de "culpable de todos los cargos". El 6 de octubre, David Edenfield fue condenado a muerte.

## Competencia de George Edenfield
El 3 de agosto de 2010, George Edenfield fue declarado mentalmente incompetente para ser juzgado y fue internado en un hospital mental estatal para su evaluación. Serán los psicólogos y otros expertos en salud mental los que determinarán si es competente o no para ser juzgado.

## Agresiones previas
David Edenfield fue acusado en 1994 de cometer incesto con su hija y se declaró culpable. Fue condenado a 10 años de libertad condicional.
George Edenfield fue condenado por dos cargos de abuso sexual infantil y puesto en libertad condicional en mayo de 1997. En septiembre de 2006 fue acusado de violar su libertad condicional al vivir a menos de 300 m de un parque en el centro de Brunswick, y se le ordenó que se mudara. El 5 de marzo de 2007, días antes de que Christopher fuera secuestrado, Edenfield fue sentenciado a 10 años de libertad condicional.
En 2006 se aprobó una ley estatal que prohíbe a los delincuentes sexuales convictos vivir a menos de 300 m de parques, patios de recreo, guarderías, escuelas, iglesias, piscinas y paradas de autobuses escolares. Sin embargo, la disposición relativa a las paradas de autobús escolar fue bloqueada por un juez federal en espera de su decisión en una demanda que alegaba que esta disposición era inconstitucional. George Edenfield y su familia vivían a pocos metros de una parada de autobús escolar a la que Christopher solía ir regularmente. 

## Foto en telenovela
En octubre de 2008, la foto de Christopher Barrios Jr. apareció en un episodio de General Hospital: Night Shift en Soapnet. En el episodio, el actor Billy Dee Williams recibe una carta y una foto de un hijo que abandonó. Los productores del programa declararon después no tener la seguridad de haber obtenido legalmente la foto y ofrecieron una disculpa. Prometieron emitir una serie de anuncios de servicio público en honor de Christopher. La familia Barrios presentó una demanda civil contra Soapnet, que transmite la telenovela, alegando invasión de su privacidad.